# شیرین سوهانی
شیرین (فاطمه) سوهانی (زاده ۱۳۶۵، تهران) کارگردان انیمیشن و طراح اهل ایران است.

## زندگی
سوهانی، دانش‌آموخته کارشناس صنایع دستی از دانشگاه هنر تهران در سال (۱۳۸۹) و کارشناسی ارشد انیمیشن از دانشکده سینما و تئاتر دانشگاه هنر تهران (۱۳۹۲) است.در سال ۲۰۲۵، انیمیشن کوتاه «در سایه‌ی سرو»، به کارگردانی مشترک شیرین سوهانی و حسین ملایمی، توانست جایزه بهترین انیمیشن کوتاه را در نود و هفتمین دوره جوایز اسکار کسب کند. این افتخار، به عنوان اولین جایزه اسکار تاریخ انیمیشن ایران، نقطه عطفی در سینمای انیمیشن کشور محسوب می‌شود.

## حرفه

### آثار
- در سایه سرو؛ این ساخته مشترک شیرین سوهانی و حسین ملایمی محصول کانون پرورش فکری کودکان و نوجوانان است و موفق به دریافت جوایز متعددی از جشنواره‌های بین‌المللی از جمله اسکار بهترین انیمیشن کوتاه شده است.[۵]
- پنکه
- بدو رستم بدو

## دستاوردها
- تندیس بهترین انیمیشن جشنواره ANIMARTE برزیل ۲۰۱۴
- تندیس بهترین انیمیشن جشنواره EASTERN BREEZE کانادا ۲۰۱۵
- کسب رتبه دوم در جشنواره CTLPDX آمریکا ۲۰۱۵
- تندیس بهترین فیلم جشنواره فیلم خورشید ۱۳۹۳
- تندیس بهترین کارگردانی بخش دانشجویی در نهمین جشنواره بین‌المللی پویانمایی تهران ۱۳۹۳
- برنده جایزه اسکار بهترین انیمیشن کوتاه the shadow of the Cypress 2025